# Діденко Василь Іванович
Василь Іванович Діденко (нар. 3 лютого 1937, Гуляйполе — пом. 13 квітня 1990, Київ) — український поет, журналіст. Автор слів до популярної у 1960-х роках пісні «На долині туман…».

## Життєпис
Василь Іванович Діденко народився 3 лютого 1937 року в Гуляйполі у родині закріпачених у сталінському колгоспі Івана та Марії Діденків. Батько поета працював механізатором, маму примушували безкоштовно (!) працювати дояркою в колгоспі, біля неї працювала й Василева сестра Галина.
Коли Василеві виповнилося 10 років, батьки переїхали у село Гаврилівку на Херсонщині. 
З липня 1950 до березня 1958 року його біографія була пов'язана з Вінниччиною (Погребищанський район).
Писати вірші почав рано. 25 січня 1953 року в газеті «Вінницька правда» був надрукований його найперший вірш «Я — п'ятнадцятирічний капітан». Тоді юнак працював у батька помічником комбайнера.
У 1954 році після закінчення Ширмівської середньої школи вступив до Київського університету імені Тараса Шевченка і закінчив 1959 року. Відтоді — на редакційній та літературній роботі. Як поет формувався в університетській літстудії ім. Василя Чумака. 
Збірка перших віршів надрукована 1957 року. Більшість з них покладено на музику. У травні 1963 року став членом Спілки письменників України.
Василь Діденко створив 13 поетичних збірок, дві з яких є збірками віршів для дітей:
- «Рання ластівка» (1988);
- «Дивокрай [Архівовано 27 жовтня 2019 у Wayback Machine.]» (1987);
- «Дзвінка фонетика» (1984);
- «Червоний вітер» (1982);
- «Вродливий день» (1979);
- «Мережки сонця» (1976);
- «Берізка» (1975) (Збірка віршів для дітей);
- «Дзвонять конвалії [Архівовано 19 лютого 2017 у Wayback Machine.]» (збірка, 1972);
- «Дивосвіти любові [Архівовано 27 жовтня 2019 у Wayback Machine.]» (1969);
- «Заповітна земля» (1965);
- «Степовичка» (1965) (Збірка віршів для дітей);
- «Під зорями ясними [Архівовано 27 жовтня 2019 у Wayback Machine.]» (1961);
- «Зацвітай, калино [Архівовано 1 січня 2017 у Wayback Machine.]» (1957);
- «Серцем, сповненим любов'ю» (1998).

Фактично — представник «тихої лірики».
Помер 13 квітня 1990 року та похований на київському північному кладовищі, розташоване у селі Рожни Броварського району.
Вже після поховання в Києві став відомий його лист-заповіт «Поховайте мене в Гуляйполі» від 30 березня 1990 року.
25 червня 1997 року, завдяки клопотанню рідних та численних поціновувачів його таланту, поета перепоховали у Гуляйполі. Перепохованню передувала велика підготовча робота ініціативної групи, до складу якої увійшли: народний депутат України Анатолій Єрмак, члени Спілки письменників України Петро Засенко, Микола Сом, Олесь Лупій, Петро Ребро, Григорій Лютий, заступник голови райдержадміністрації Є. Г. Коровка, рідний брат поета Віктор Діденко та інші.

## Вшанування
Центральна районна бібліотека Гуляйполя - імені Василя Діденка. На будинку, в якому поет народився і мешкав, відкрито меморіальну таблицю. У Запоріжжі існує вулиця Василя Діденка.